# Katja Schumacher
Pour les articles homonymes, voir Schumacher.
Katja Schumacher née le 9 avril 1968 à Heidelberg en Allemagne est une triathlète professionnelle, multiple championne d'Allemagne longue distance et plusieurs fois vainqueur sur triathlon Ironman.

## Biographie

### Jeunesse
Katja Schumacher grandit à Heidelberg. Son oncle est l'ancien skieur Toni Sailer, avec qui elle apprend le ski pendant sa jeunesse, sport qu'elle pratique jusqu'à l'âge de 12 ans. Elle pratique également le rugby dans sa jeunesse et fonde une équipe féminine qui remporte plusieurs fois le championnat féminin de cette spécialité. La natation et la course à pied faisant partie de son entrainement physique, elle assiste avec une amie en 1989 à un triathlon longue distance, l'Heidelbergman, l’enthousiasme qu'elle ressent alors, l'invite à s'adonner à cette pratique et à s'inscrire à l'Ironman Europe à Roth en 1992. Elle connait ses premiers succès sur longue distance en 1995, en prenant, la troisième place de l’Ironamn Lanzarote, mais continue toutefois ce sport sans devenir professionnelle.

### Carrière en triathlon
En 1998 Katja Schumacher remporte sa première victoire sur Ironman à Roth et  décide de tenter de se qualifier aux Jeux Olympiques d'été de 2000 à Sydney où le triathlon fait son apparition pour la première fois comme sport olympique. Ne faisant pas partie de l'équipe nationale à cette époque, elle ne peut bénéficier des soutiens tant financiers que structurels de la fédération allemande. Elle engage un entraîneur privé, lui-même athlète olympique en natation à Barcelone pour travailler sur ses faiblesses dans la première discipline et multiplie durant l'hiver 1998, ses séances d'entrainement. En 1999, elle participe à cinq étapes de la coupe du monde ITU et termine à chaque épreuve sur le podium et meilleure Allemande. 2000 est l'année finale pour une qualification possible. La fédération allemande (DTU) détermine que le classement de l'étape de coupe du Monde en avril à Sydney et aux championnats du monde à Perth en Australie seront les ultimes possibilités de qualification. Katja Schumacher ne peut prendre part à ces deux dernières tentatives de qualification. Un accident lors d’un entrainement de vélo deux jours avant l'épreuve de Sydney met un terme définitif à ses espoirs. Un automobiliste ayant ouvert par inadvertance la porte de sa voiture garée lors de son passage, la projette au sol. L'IRM révèle une déchirure musculaire importante et impose au moins huit semaines d’arrêt.
En 2004, elle est suspendue pendant un an par la Fédération allemande de triathlon (DTU), ses échantillons A et B étant décelé comme positif, après l'Ironman de Francfort. Katja Schumacher a toujours nié avoir utilisé des substances illicites et a riposté avec diverses expertises. Le dopage n'ayant jamais pu être formellement confirmé, la DTU lève ses sanctions à l'issue d'une période de 10 mois, la commission disciplinaire décide de ne pas inscrire cette période d'interdiction comme une mise au ban pour dopage.
Après cette affaire, Katja  Schumacher est rapidement revenue à la compétition, après quelques années passées aux États-Unis elle retourne vivre à Heidelberg. En 2005 et 2008, elle  remporte le championnat allemand de triathlon moyenne distance. Elle  remporte quatre ironmans, en 1998, 2001, 2002 et 2006 et deux Ironman 70.3 en 2002 et 2007. En 2005, elle est la meilleure Allemande sur le championnat du monde d'Ironman à Kona. 
Elle prend  sa retraite sportive en 2009 et se reconvertit dans l'entrainement et la formation de triathlète, elle organise également des séminaires de sport.

## Palmarès
Le tableau présente les résultats les plus significatifs (podium) obtenus sur le circuit national et international de triathlon depuis 1995.
| Année | Compétition                                           | Pays           | Position           | Temps            |
| ----- | ----------------------------------------------------- | -------------- | ------------------ | ---------------- |
| 2008  | Ironman France                                        | France         | Médaille d'argent  | 10 h 0 min 59 s  |
| 2008  | Championnats d'Allemagne de triathlon longue distance | Allemagne      | Médaille d'or      | 4 h 23 min 33 s  |
| 2007  | Ironman 70.3 Floride                                  | États-Unis     | Médaille d'or      | Timing           |
| 2007  | Ironman Arizona                                       | États-Unis     | Médaille de bronze | 9 h 44 min 14 s  |
| 2006  | Ironman Wisconsin                                     | États-Unis     | Médaille d'or      | 10 h 1 min 22 s  |
| 2005  | Ironman Royaume-Uni                                   | Royaume-Uni    | Médaille d'argent  | 10 h 5 min 20 s  |
| 2005  | Championnats d'Allemagne de triathlon longue distance | Allemagne      | Médaille d'or      | 4 h 46 min 28 s  |
| 2002  | Ironman Allemagne                                     | Allemagne      | Médaille d'or      | 9 h 15 min 32 s  |
| 2001  | Ironman Floride                                       | États-Unis     | Médaille d'or      | 9 h 25 min 57 s  |
| 2001  | Ironman 70.3 Californie                               | États-Unis     | Médaille d'or      | 4 h 16 min 0 s   |
| 2001  | Ironman Afrique du Sud                                | Afrique du Sud | Médaille de bronze | 9 h 49 min 52 s  |
| 1998  | Ironman Europe                                        | Allemagne      | Médaille d'or      | 9 h 27 min 43 s  |
| 1997  | Ironman Europe                                        | Allemagne      | Médaille de bronze | 9 h 20 min 27 s  |
| 1996  | Ironman Lanzarote                                     | Espagne        | Médaille d'argent  | 10 h 6 min 12 s  |
| 1995  | Ironman Lanzarote                                     | Espagne        | Médaille de bronze | 10 h 45 min 22 s |